# 高校の人達
『高校の人達』（こうこうのひとたち）は、葛原兄によるギャグ漫画。サブタイトルは「PLEASE LISTEN ABOUT OUR LIFE AT THIS SCHOOL」。講談社の漫画雑誌『週刊ヤングマガジン』に1991年から1996年まで連載されていた。

## 登場人物
作中では登場人物の設定が時期によって大きく異なり、極端な例では8コマ作品の1コマ目と6コマ目で名前が違っていたことがある。また、一度しか登場しなかった人物も多い。

### 川北東の教師
アレクサンドル岸田（アレクサンドルきしだ）
生年月日は不明。男性。現国の授業を担当。
趣味は動物園めぐり。
三つ子の次男で明るい性格。これに対し長男は「鬼」と形容されるほどの恐ろしい人物だが、三男は逆に遠慮がちな性格である。
妻と双子の子供がいる。「自分のことは自分で決める」という教育方針で、2人の名前も生後2週間目に本人たちに決めさせた結果「ブー」「バー」となった。
山口不二子（やまぐち ふじこ）
4月1日生まれの女性。生まれた年ははっきりしていない。
趣味は寝ること。
チカと言う名の子供が1人いる。父親は不明。初期は男の子だったが、後に女の子に設定変更された。
大学を卒業するまでは彼氏も作らず勉強一筋だったが、現在はかなりの怠け者。
山岡一（やまおか はじめ）
男性の数学教師。
第1巻での初登場時には「山岡剛造」という名前だった。
新井真一（あらい しんいち）
1968年11月30日生まれ。男性。渦巻状のグルグル目が特徴。
趣味は剥製収集と解剖。
第1巻での名字は「若井（わかい）」だった。
授業での解剖にカエル以外の生物（モルモットなど）を使いたいと願っている。
他の先生に八つ当たりされることが多く、そのストレスは弁当に文句を言ったり心の中で反論したりして紛らわす。
期末テストをカエルの解剖にしようとして生きたカエルを大量に搬入したものの、直後に交通事故で入院することになったため餌が与えられずカエルが死に、生物のテストを中止したことがある。
前田先生 （まえだ）
第1巻で登場した。男性。
テスト返却後にときどき奇跡を起こし、生徒の点数を大幅に上げることがある。作中で確認された最高の点数は10億95点。
庄美まみ（しょうみ まみ）
1967年1月1日生まれ。女性。グルグル目を持つが新井先生のそれとは形が違う。初期の顔は縦長だったが、次第に額と口の周りが横に広く、目のすぐ下がくびれた形に変化していった。
趣味は変装、ボンゴ演奏、いじわる。
M音大打楽器科を卒業。ピアノは不得意だが、パーカッション系の楽器を演奏するのが大の得意。
目が悪いため、目の形に合わせた渦巻状のコンタクトレンズを使用している。
寝室の広さと睡眠時間が比例する。20畳の寝室なら30時間はぐっすり眠れるらしい。
新井先生に惚れており、様々な方法で気を引こうとするも、相手にその気は無い。弁当に毒を盛ったこともある。
笑い声は初期が「フフフフ」、後期が主に「けらけらけら」である。
泉重磨呂（いずみ しげまろ）
1872年1月20日生まれの現役体育教師。男性。
趣味は盆栽。
第1巻の初めに初登場した際の名前は「泉重千代（しげちよ）」だったが、第1巻の終わりには上記の名前に変わった。
体力は生後4ヶ月の赤ちゃんと同等。小雨の中に立てば風邪を引き、そよ風が吹けば倒れて怪我をする。
関口先生（せきぐち）
1945年生まれの男性。歴史の授業を担当。
気が弱い。妻が怖いらしく、家に帰りたがらない素振りを見せる。
テストに出そうと思っているところを言った後に頭を掻く癖がある。
教師をしていた15年間ずっと、田畑永代売買の禁令を1642年の出来事と教えていた。
授業に生徒が集中してくれないのは自分の授業がつまらないからだと考え、ダミー人形のカマダくんを相手に毎日1時間の授業練習をしている。
校長には怒られ、生徒には馬鹿にされる毎日のせいでノイローゼになり、第3巻で教師をやめると宣言する。以降は人形のチャッキーを使って腹話術で授業を行うようになった。その後川北東を辞め、商売（不眠症の治療）を始めるが営業不振で潰れてしまう。その後は借金を返すために屋台で学習塾を開いている。
武田先生（たけだ）
夏樹先生（なつき）
第1巻で登場した女性の保健医。
「診断にはきちんとした医学的手順が必要」と語るが、自身はくしゃみを1回しただけで風邪と判断し薬を取りに行った。
母親は骨軟化症にかかってしまった。
校長
1927年5月5日生まれの男性。
名前は明らかにされていないが、子供電話相談室に電話した際「やまだいっぺい」と名乗った。
かなり子供っぽい。教頭の背中に乗ってお馬さんごっこをしたり、校内でゴーカートを乗り回したり陸上競技用の砂場で砂遊びをしたりする。悩み事があると「ミッチーマウス人形」に打ち明けたり、子供電話相談室に電話をかけたりする。

## 川北東高校の概要

### 部活動
川北東高校では2000以上ともいわれるクラブが活動しており、中には特定の季節や数十年おきにのみ活動するものもある。学校が経営難に陥った際、全クラブを廃部としてあてな書き部・ベビーシッター部・肉体労働部などを新設するという張り紙が貼られたことが原因となり学生が暴れたことがある。

## 単行本
全7巻が刊行された。各巻の表紙はノートを模したデザインになっている。
1. 第1巻（1992年7月6日初版発行）：ISBN 4-06-176643-0
2. 第2巻（1993年3月6日初版発行）：ISBN 4-06-176673-2
3. 第3巻（1993年11月6日初版発行）：ISBN 4-06-176706-2
4. 第4巻（1994年7月6日初版発行）：ISBN 4-06-176739-9
5. 第5巻（1995年1月9日初版発行）：ISBN 4-06-176755-0
6. 第6巻（1995年9月6日初版発行）：ISBN 4-06-176780-1
7. 第7巻（1996年4月5日初版発行）：ISBN 4-06-176798-4